# Kunstenfestivaldesarts

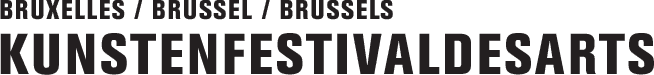
Logo van Kunstenfestivaldesarts

Het Kunstenfestivaldesarts (KFDA) is een kosmopolitisch stadsfestival voor podiumkunsten dat jaarlijks drie weken lang in mei plaatsvindt op verschillende plaatsen in Brussel. Het Kunstenfestivaldesarts toont een selectie van nieuwe en recente creaties uit de hele wereld.

## Geschiedenis en identiteit
Het Kunstenfestivaldesarts vond in 1994 voor de eerste keer plaats. Het werd opgericht als tweetalige onderneming door Frie Leysen en Guido Minne. Sinds de staatshervorming  van 1980 valt cultuur onder de bevoegdheden van de gemeenschappen, zodat men voor subsidies en erkenning moet aankloppen bij de Vlaamse Gemeenschap of/en de Franse Gemeenschap. Het festival is een ruim, bicommunautair en internationaal platform voor de kunsten (theater, dans, performance, beeldende kunst, muziek, film) en richt zich op alle cultuurgemeenschappen in België en op een internationaal publiek. 
Het Kunstenfestivaldesarts heeft geen eigen zaal, maar werkt elk jaar met een twintigtal Brusselse theaters en kunstencentra samen en toont ook voorstellingen op verlaten locaties. Het festival zet zijn bicommunataire identiteit niet enkel in de verf door meertalige communicatie (Nederlands, Engels en Frans), maar ook door Franstalige voorstellingen in Vlaamse theaters te programmeren en vice versa. Mede daardoor bereikt het festival een publiek uit beide taalgemeenschappen en uit de internationale Brusselse gemeenschap. Van bij het begin was Kunstenfestivaldesarts niet enkel een festival dat werk presenteerde, maar trad het ook op als (co-)producent in het werk van Belgische en internationale kunstenaars. Het festival betreedt wisselende locaties als festivalcentrum. Zo nam het in 2017 zijn intrek in het Dynastiepaleis op de Kunstberg en organiseerde het samen met Wiels (centrum voor hedendaagse kunst) de tentoonstelling The Absent Museum, Blueprint for a museum of contemporary art for the capital of Europe, met werk van onder meer Francis Alÿs, Marcel Broodthaers, Jef Geys, Gerhard Richter, Luc Tuymans, Marlene Dumas, Walter Swennen en Felix Nussbaum.

## Artistieke leiding
- 1994-2006: Frie Leysen (aanvankelijk met medeoprichter Guido Minne)
- 2007-2018: Christophe Slagmuylder (vanaf 2019 aan de slag bij Wiener Festwochen)
- 2019-: Sophie Alexandre, Daniel Blanga Gubbay, Dries Douibi[1]

## Festivalcentra van het Kunstenfestivaldesarts
- Théâtre national de la Communauté française (2006, 2018)
- Kaaitheater (2007)
- Cinéma Marivaux (2014)
- Beursschouwburg (2008, 2013, 2015, 2018)
- Les Brigittines (2009, 2016)
- KVS (2010)
- Rits (2011)
- Vanderborghtgebouw (2012)
- Dynastiepaleis (2017)
- INSAS (2018)
- KANAL-Centre Pompidou (2018)

## Bekende regisseurs en gezelschappen op het Kunstenfestivaldesarts
- Anne Teresa De Keersmaeker
- STAN
- Tristero
- Needcompany
- Alain Platel
- Ula Sickle
- Ensemble Modern
- Volksbühne
- William Forsythe
- Guy Cassiers
- Eric De Volder
- Meg Stuart
- Mette Edvardsen
- William Kentridge
- Merce Cunningham